# Protesta di Sunagawa

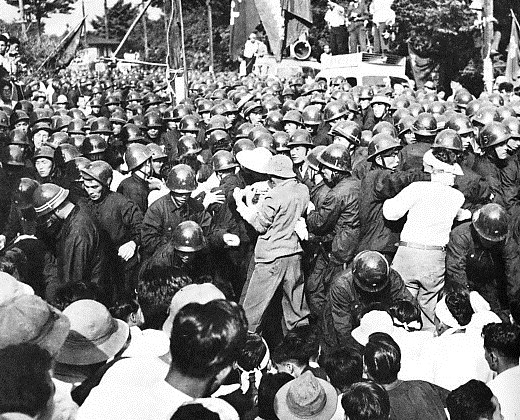
Protesta di Sunagawa, 1955

La Protesta di Sunagawa (砂川闘争?, Sunagawa Tōsō, scritto anche "Sunakawa") fu un movimento di protesta giapponese, iniziato nel 1955 e continuato fino al 1957, contro l'espansione dell'Aeroporto di Tachikawa da parte dell'aeronautica militare statunitense nel villaggio di Sunagawa. La "Sanguinosa Sunagawa" è ricordata come la più intensa e violenta tra le proteste contro le basi militari americane in Giappone.

## Origini

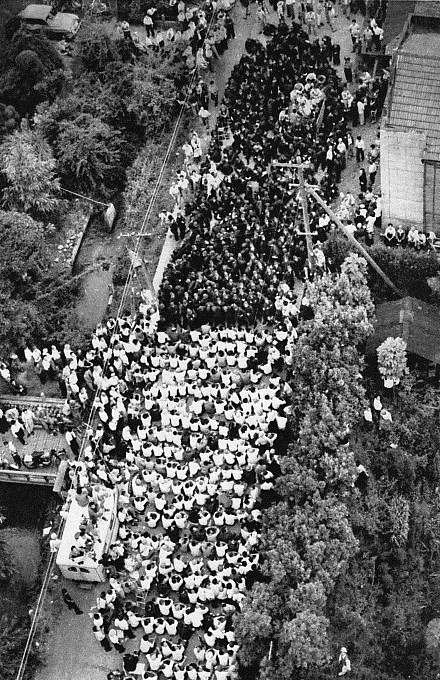
Settembre 1955, scontro a Sunagawa fra polizia e manifestanti

Il 4 maggio 1955 un officiale del dipartimento di Tachikawa dell'Ufficio di Procura di Tokyo avvisò il sindaco di Sunagawa dei piani di espansione della pista dell'aeroporto di Tachikawa. L'aeronautica statunitense aveva ritenuto necessaria l'espansione, affinché la pista potesse ospitare bombardieri a propulsione più grandi. I piani di espansione da parte della base occupata avrebbero comportato la confisca di terreni agricoli e lo sfratto di 140 famiglie.
Le varie famiglie della zona si unirono formando l'Alleanza Anti-Base di Sunagawa e barricando le loro terre, contrastando gli ispettori del governo. La protesta attirò l'attenzione dei movimenti anti-base americane nazionali, arrivando presto ad includere i regionali e nazionali sindacati affiliati con la confederazione di sinistra Sōhyō, attività studentesche radicali come lo Zengakuren, e membri del Partito Socialista Giapponese.

## Sviluppo

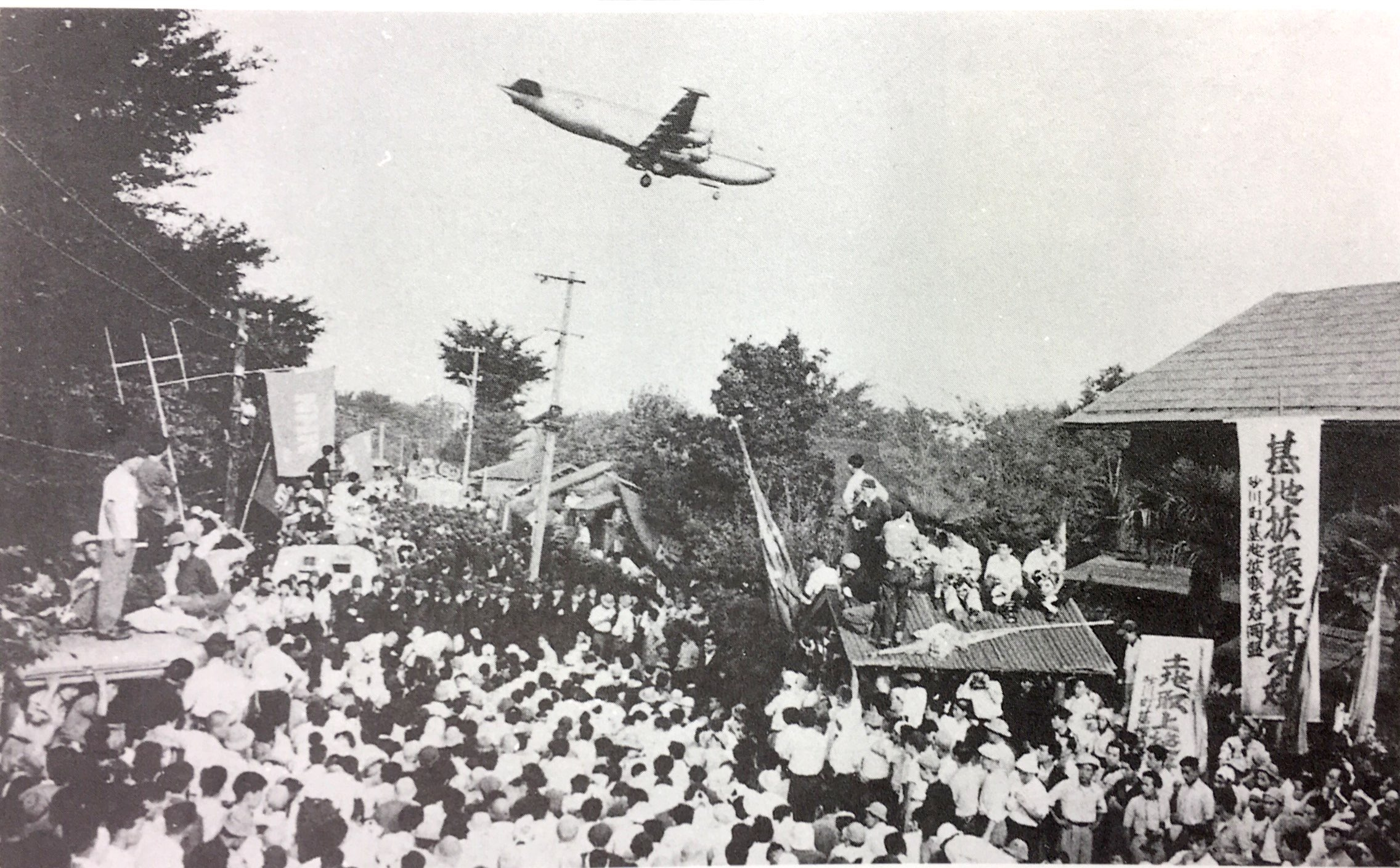
Mobilitazioni di manifestanti, nello sfondo un aereo dell'aeroporto vicino, Ottobre 1956

La lotta si intensificò drammaticamente quando intervenne la polizia per rimuovere le barricate. Dal momento che Sunagawa era situata vicino a Tokyo, lo Zengakuren iniziò a coinvolgere grandi gruppi studenteschi delle università di Tokyo, per sostenere e rafforzare l'azione dei contadini. La protesta prese dimensioni sempre più ampie, diventando di importanza nazionale in quanto vista come battaglia decisiva per proteggere la costituzione e resistere all'imperialismo americano.
Poco dopo la protesta divenne uno spettacolo mediatico. Sfruttando le telecamere e la loro ripresa nei notiziari quotidiani, lo Zengakuren sviluppò una nuova tattica di protesta. Al contrario di come gli studenti avevano fatto in precedenza, quindi scontrandosi direttamente con la polizia, i manifestanti di Sunagawa praticarono il sit-in, disarmati. Indossando magliette e fasce bianche per far risaltare meglio il sangue, lasciarono che le forze di polizia li attaccassero, senza alcuna resistenza. Questa violenza unilaterale si dimostrò utile: i manifestanti ottennero la simpatia del pubblico, nonché una maggiore attenzione mediatica e un'ulteriore crescita del movimento, ottenendo il soprannome di "Sanguinosa Sunagawa" (流血の砂川?, Ryūketsu no Sunagawa).

## Conclusione
Il culmine della protesta avvenne nell'Ottobre del 1956, quando duemila agenti di polizia, cercando di sfrattare i contadini, attaccarono seimila manifestanti, provocando un migliaio di feriti. Nonostante l'uso della forza, la polizia non fu in grado di spostarli e, dopo la forte ondata di disapprovazione pubblica, non fece più ricorso a un attacco di tale violenza. Con gli ispettori incapaci di continuare il loro lavoro per preparare l'espansione della pista, nel 1957 i piani furono messi da parte a "tempo indeterminato". Si spensero così le proteste. 
Inizialmente i militari statunitensi speravano che il progetto di espansione della pista fosse ancora possibile, comportando quindi il mantenimento di alcune barricate contadine. Tuttavia, nel 1968, l'aeronautica militare americana notificò ufficialmente al governo giapponese la cancellazione dei piani d'espansione. Nel 1977, alla conclusione della guerra del Vietnam, gli Stati Uniti trasferirono la base nelle forze di autodifesa del Giappone.

## Impatto
La protesta di Sunagawa non servì solo ad accantonare i piani dell'espansione della pista, ma anche a dimostrare sia ai leader politici giapponesi sia a quelli americani, la portata dell'antipatia popolare verso l'occupazione americana delle basi militari. In parte debitore al sanguinoso avvenimento a Sunagawa,  nel 1957 il presidente Dwight D. Eisenhower annunciò un massiccio ritiro del 40% delle truppe statunitensi in Giappone, inclusa la fanteria.
La storica Jennifer M. Miller ha spiegato come le proteste di Sunagawa siano state importanti per convincere gli Stati Uniti a rinegoziare il Trattato di mutua cooperazione e sicurezza tra Stati Uniti d'America e Giappone, con condizioni più favorevoli per il Giappone. Le tattiche di protesta non armata sviluppate dagli studenti dello Zengakuren vennero riutilizzate nelle proteste ANPO del 1960 contro il rivisto Trattato.

### Dennis Banks
Dennis Banks (Ojibwe), attivista americano e co-fondatore dell'American Indian Movement, faceva parte dell'aeronautica militare presente a Sunagawa. Ha raccontato degli ordini a lui impartiti, cioè quelli di sparare senza riguardo sulla folla di manifestanti durante la sommossa. Ha citato questa esperienza definendola un punto di svolta, che lo portò poi ad organizzare proteste contro il governo americano e in sostegno dei diritti degli Indiani d'America nel corso degli anni '60 e '70.

## Incidente di Sunagawa
Durante le proteste, l'8 luglio 1957, in un evento noto come l'Incidente di Sunagawa (砂川事件?, Sunagawa Jiken), alcuni manifestanti si infiltrarono nella base aerea. Sette vennero arrestati con l'accusa di violazione di proprietà privata. Il loro caso divenne ben noto nel 1959, in quanto inizialmente la corte distrettuale di Tokyo esonerò completamente i manifestanti, ritenendo le basi americane, nonché l'intero Trattato di mutua cooperazione e sicurezza tra Stati Uniti d'America e Giappone, incostituzionali. Tuttavia questa decisione venne velocemente ribaltata dalla Corte suprema.